# Gerd Müller (Radsporttrainer)
Gerd Müller (* 5. Dezember 1941 in Neuhaus, Sprottau; † März 2020 in Cottbus) war ein deutscher Radsporttrainer, der in der DDR tätig war.

## Leben
Gerd Müller war als Radrennfahrer bei der BSG Lok Cottbus aktiv und konnte in den Rennen der BSG-Fahrer auch einige Jugendrennen gewinnen. Er absolvierte an der Deutschen Hochschule für Körperkultur ein Sportstudium. Müller war zunächst als Lehrer für Mathematik und Sport an der Polytechnischen Oberschule Halbendorf/Spree bei Weißwasser/Oberlausitz tätig. Am 1. August 1971 wechselte er in den 1969 gegründeten SC Cottbus und wurde dort Trainer im Bahnradsport in der Abteilung Radsport. Zu seiner ersten Trainingsgruppe gehörten Lothar Thoms und Volker Winkler, später Lutz Heßlich, Detlef Uibel und Michael Schulze und viele andere Spitzensportler.
1976 wurde er zum Nationaltrainer für den Kurzstreckenbereich der Bahnradsportler der DDR berufen und war in dieser Funktion bis 1990 tätig. Bis 1987 hatten Sportler, die durch ihn trainiert wurden, zwei Olympiasiege, neun Weltmeistertitel und 56 Grand Prix für Sprinter gewonnen. Dazu kam eine Anzahl von Silber- und Bronzemedaillen bei internationalen Titelkämpfen im Bahnradsport.
Nach der politischen Wende war Müller Landesverbandstrainer im Landesverband Brandenburg des Bundes Deutscher Radfahrer und von 1991 bis 1994 Bundestrainer in Österreich. Der Bund Deutscher Radfahrer hatte an einer Zusammenarbeit mit Müller kein Interesse. Danach machte er sich mit einer Sport- und Handelsagentur selbständig. 1999 begann er wieder als Trainer zu arbeiten. Er entwickelte Trainingspläne und betreute Radrennfahrer (zum Beispiel aus Lettland, Neuseeland und den Niederlanden) bei Trainingslagern in Cottbus und regelmäßig auch bei UCI-Bahn-Weltmeisterschaften.

## Familiäres
Müller war verheiratet und hatte zwei Kinder. Er lebte in Cottbus.